# G3: Live in Concert
"G3: Live in Concert" es un álbum en directo y DVD del grupo G3, dirigido por Joe Satriani. Los guitarristas presentados en esta ocasión son Joe Satriani, Steve Vai y Eric Johnson.

## Lista de temas

### Lista de temas delCD

#### Joe Satriani
Todas las canciones compuestas por Joe Satriani.
1. "Cool #9" – 6:47
2. "Flying in a Blue Dream" – 5:59
3. "Summer Song" – 6:28

#### Eric Johnson
Todas las canciones compuestas por Eric Johnson, excepto donde se indique lo contrario.
1. "Zap" – 6:07
2. "Manhattan" – 5:16
3. "Camel's Night Out" (Kyle Brock, Mark Younger-Smith) – 5:57

#### Steve Vai
Todas las canciones compuestas por Steve Vai.
1. "Answers" – 6:58
2. "For the Love of God" – 7:47
3. "The Attitude Song" – 5:14

#### G3 Jam
1. "Going Down" (Don Nix) – 5:47
  - Versión de Freddie King
2. "My Guitar Wants to Kill Your Mama" (Frank Zappa) – 5:21
  - Versión de Frank Zappa
3. "Red House" (Jimi Hendrix) – 9:12
  - Versión de The Jimi Hendrix Experience

### Lista de canciones delDVD

#### Joe Satriani
1. "Cool #9"
2. "Flying in a Blue Dream"
3. "Summer Song"

#### Eric Johnson
1. "12 to 12 Vibe"
2. "Manhattan"
3. "S.R.V."

#### Steve Vai
1. "Answers"
2. "Segueway Jam Piece"
3. "For the Love of God"
4. "The Attitude Song"

#### G3 Jam
1. "Going Down"
2. "My Guitar Wants to Kill Your Mama"
3. "Red House"

## Personal

### Joe Satriani
- Joe Satriani – Guitarra, voz
- Stuart Hamm – bajo
- Jeff Campitelli – Batería

### Steve Vai
- Steve Vai – Guitarra Principal
- Mike Keneally – Guitarra rítmica, sitar, teclados, voz
- Philip Bynoe – Bajo y percusión
- Mike Mangini – Batería y percusión

### Eric Johnson
- Eric Johnson – Guitarra, voz
- Roscoe Beck – Bajo
- Stephen Barber – Teclados
- Brannen Temple – Batería

- Datos: Q1006956